# 힐스테이트 푸르지오 수원
힐스테이트 푸르지오 수원(영어: HILLSTATE PRUGIO Suwon)은 대한민국 경기도 수원시 팔달구 매교동에 위치한 아파트다.